# Сулусари
Сулусари́ (каз. Сұлусары) — село у складі Жарминського району Абайської області Казахстану. Адміністративний центр Бірлікшильського сільського округу.
Населення — 388 осіб (2021; 456 у 2009, 637 у 1999, 870 у 1989).
Національний склад станом на 1989 рік:
- казахи — 76 %

До 1992 року село називалось Ігоревка.